# أماليابوليس (ماغنيسيا)

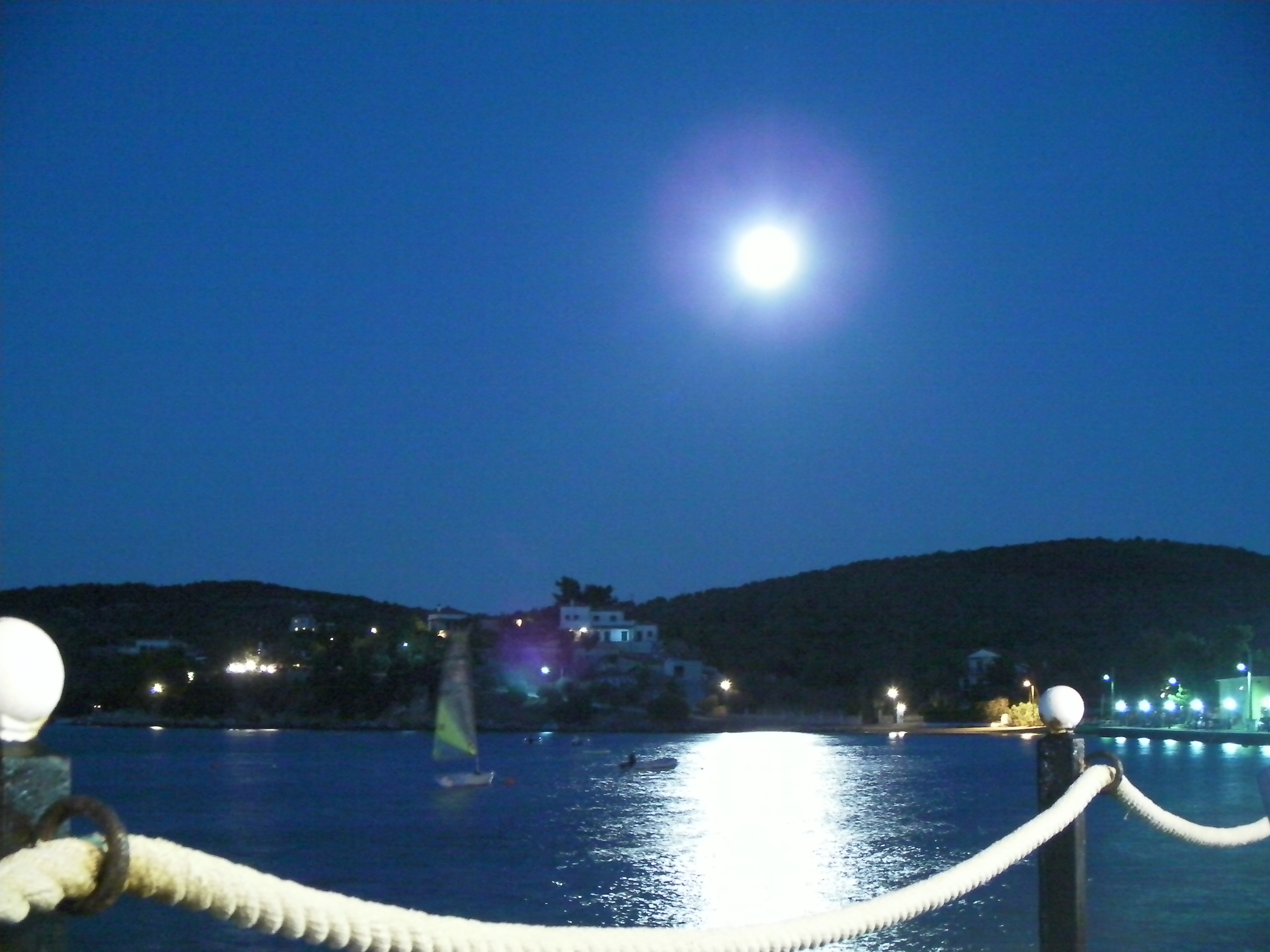

أماليابوليس (Αμαλιάπολις) هي مدينة في ماغنيسيا في مقاطعة فوريا إلادا في اليونان.
يبلغ عدد سكانها حوالي 951   نسمة.